# Steve Fossen
Steve Fossen (Seattle, 15 novembre 1949) è un bassista statunitense conosciuto prevalentemente per aver fatto parte del gruppo Heart.

## Biografia
È stato il primo bassista della band statunitense, ed è rimasto nella formazione fino al 1980, quando è entrato negli Alias, per poi intraprendere una breve carriera solista.

## Discografia

### Discografia solista
- KYYX Presents: Local Heroes And New Faces, 1984